# Wahlkreis Reinickendorf 6
Der Wahlkreis Reinickendorf 6 ist ein Abgeordnetenhauswahlkreis in Berlin. Er gehört zum Wahlkreisverband Reinickendorf und umfasst die Gebiete Frohnau, Hermsdorf und Freie Scholle.

## Abgeordnetenhauswahl 2023
Bei der Wahl zum Abgeordnetenhaus von Berlin 2023 traten folgende Kandidaten an:
| Name                              | Partei           | Anteil der Erststimmen | Anteil der Zweitstimmen |
| --------------------------------- | ---------------- | ---------------------- | ----------------------- |
| Frank Balzer                      | CDU              | 45,7 %                 | 43,9 %                  |
| Kai Kottenstede                   | SPD              | 20,3 %                 | 19,0 %                  |
| Klara Schedlich                   | Grüne            | 16,7 %                 | 15,3 %                  |
| Thomas Ruschin                    | AfD              | 05,7 %                 | 06,0 %                  |
| Werner Witt                       | FDP              | 05,1 %                 | 06,8 %                  |
| Kai Bartosch                      | Die Linke        | 02,4 %                 | 03,5 %                  |
| Fiorina-Marie Telesca             | Tierschutzpartei | 01,9 %                 | 01,7 %                  |
| Klaus Böttcher                    | Die PARTEI       | 00,9 %                 | 00,8 %                  |
| Dirk Steffel                      | Freie Wähler     | 00,9 %                 | 00,2 %                  |
| Wolfgang Albrecht                 | dieBasis         | 00,5 %                 | 00,5 %                  |
| –                                 | Sonstige         | –                      | 02,3 %                  |
| Wahlberechtigte: 27.633 Einwohner |                  |                        |                         |
| Wahlbeteiligung: 79,0 %           |                  |                        |                         |

## Abgeordnetenhauswahl 2021
Bei der im Nachhinein für ungültig erklärten Wahl zum Abgeordnetenhaus von Berlin 2021 traten folgende Kandidaten an:
| Name                              | Partei           | Anteil der Erststimmen | Anteil der Zweitstimmen |
| --------------------------------- | ---------------- | ---------------------- | ----------------------- |
| Frank Balzer                      | CDU              | 36,6 %                 | 34,3 %                  |
| Kai Kottenstede                   | SPD              | 21,8 %                 | 20,4 %                  |
| Klara Schedlich                   | Grüne            | 17,9 %                 | 17,7 %                  |
| Werner Witt                       | FDP              | 08,2 %                 | 10,0 %                  |
| Thomas Ruschin                    | AfD              | 05,5 %                 | 05,8 %                  |
| Dirk Steffel                      | Freie Wähler     | 02,9 %                 | 01,4 %                  |
| Kai Bartosch                      | Die Linke        | 02,8 %                 | 03,9 %                  |
| Fiorina-Marie Telesca             | Tierschutzpartei | 01,9 %                 | 01,3 %                  |
| Wolfgang Albrecht                 | dieBasis         | 01,4 %                 | 01,2 %                  |
| Klaus Böttcher                    | Die PARTEI       | 01,1 %                 | 01,0 %                  |
| –                                 | Sonstige         | –                      | 03,0 %                  |
| Wahlberechtigte: 28.014 Einwohner |                  |                        |                         |
| Wahlbeteiligung: 86,3 %           |                  |                        |                         |

## Abgeordnetenhauswahl 2016
Bei der Wahl zum Abgeordnetenhaus von Berlin 2016 traten folgende Kandidaten an:
| Name                              | Partei           | Anteil der Erststimmen | Anteil der Zweitstimmen |
| --------------------------------- | ---------------- | ---------------------- | ----------------------- |
| Jürn Jakob Schultze-Berndt        | CDU              | 39,7 %                 | 33,4 %                  |
| Ulf Wilhelm                       | SPD              | 21,4 %                 | 18,8 %                  |
| Andreas Rietz                     | Grüne            | 13,3 %                 | 14,0 %                  |
| Wilfried Bernhardt                | FDP              | 10,4 %                 | 13,3 %                  |
| Sebastian Maack                   | AfD              | 10,0 %                 | 10,8 %                  |
| Tara Vonessen                     | Die Linke        | 04,0 %                 | 04,8 %                  |
| Christiane Schinkel               | Piraten          | 01,1 %                 | 00,6 %                  |
| –                                 | Tierschutzpartei | 0–                     | 01,2 %                  |
| –                                 | Graue Panther    | 0–                     | 01,1 %                  |
| –                                 | Sonstige         | 0–                     | 02,0 %                  |
| Wahlberechtigte: 28.560 Einwohner |                  |                        |                         |
| Wahlbeteiligung: 81,8 %           |                  |                        |                         |

## Abgeordnetenhauswahl 2011
Bei der Wahl zum Abgeordnetenhaus von Berlin 2011 traten folgende Kandidaten an:
| Name                              | Partei           | Anteil der Erststimmen | Anteil der Zweitstimmen |
| --------------------------------- | ---------------- | ---------------------- | ----------------------- |
| Jürn Jakob Schultze-Berndt        | CDU              | 49,0 %                 | 45,2 %                  |
| Dieter Dressel                    | SPD              | 26,2 %                 | 22,7 %                  |
| Torsten Hauschild                 | Grüne            | 16,6 %                 | 17,6 %                  |
| ?                                 | FDP              | 04,1 %                 | 03,5 %                  |
| Sigrun Merkle                     | Die Linke        | 01,9 %                 | 02,1 %                  |
| ?                                 | pro Deutschland  | 01,9 %                 | 00,6 %                  |
| ?                                 | ddp              | 00,4 %                 | 00,1 %                  |
| –                                 | Piraten          | –                      | 04,7 %                  |
| –                                 | Tierschutzpartei | –                      | 01,1 %                  |
| –                                 | Sonstige         | –                      | 02,4 %                  |
| Wahlberechtigte: 28.560 Einwohner |                  |                        |                         |
| Wahlbeteiligung: 78,9 %           |                  |                        |                         |

## Abgeordnetenhauswahl 2006
Bei der Wahl zum Abgeordnetenhaus von Berlin 2006 traten folgende Kandidaten an:
| Name                              | Partei     | Anteil der Erststimmen |
| --------------------------------- | ---------- | ---------------------- |
| Frank Steffel                     | CDU        | 42,3 %                 |
| Karin Hiller-Ewers                | SPD        | 29,7 %                 |
| Mieke Senftleben                  | FDP        | 13,5 %                 |
| Oliver Schruoffeneger             | Grüne      | 11,5 %                 |
| Gerhard Maierhöfer                | WASG       | 02,0 %                 |
| Ghassan Abid                      | Die Linke. | 01,5 %                 |
| Wahlberechtigte: 29.377 Einwohner |            |                        |
| Wahlbeteiligung: 77,0 %           |            |                        |

## Abgeordnetenhauswahl 2001
Bei der Wahl zum Abgeordnetenhaus von Berlin 2001 traten folgende Kandidaten an:
| Name                              | Partei | Anteil der Erststimmen |
| --------------------------------- | ------ | ---------------------- |
| Frank Steffel                     | CDU    | 40,8 %                 |
| Gabriele Thieme-Duske             | SPD    | 32,0 %                 |
| Mieke Senftleben                  | FDP    | 17,1 %                 |
| Oliver Schruoffeneger             | Grüne  | 07,5 %                 |
| Carlos Katins                     | PDS    | 02,5 %                 |
| Wahlberechtigte: 29.477 Einwohner |        |                        |
| Wahlbeteiligung: 84,5 %           |        |                        |

## Abgeordnetenhauswahl 1999
Bei der Wahl zum Abgeordnetenhaus von Berlin 1999 traten folgende Kandidaten an:
| Name                              | Partei      | Anteil der Erststimmen |
| --------------------------------- | ----------- | ---------------------- |
| Frank Steffel                     | CDU         | 62,3 %                 |
| Gabriele Thieme-Duske             | SPD         | 23,2 %                 |
| Oliver Schruoffeneger             | Grüne       | 07,6 %                 |
| Herbert Lompe                     | FDP         | 02,4 %                 |
| Claudia Nier                      | PDS         | 02,0 %                 |
| Peter Winkler                     | Graue       | 01,6 %                 |
| Dietrich Schmidt                  | Naturgesetz | 00,5 %                 |
| Carsten Prenzlow                  | BID         | 00,3 %                 |
| Wahlberechtigte: 29.381 Einwohner |             |                        |
| Wahlbeteiligung: 82,8 %           |             |                        |

## Abgeordnetenhauswahl 1995
Der Wahlkreisverband Reinickendorf umfasste zur Abgeordnetenhauswahl am 22. Oktober 1995 sieben, seit 1999 sind es sechs Wahlkreise. Ein direkter Vergleich ist daher nicht möglich.

## Bisherige Abgeordnete
Direkt gewählte Abgeordnete des Wahlkreises Reinickendorf 6:
| Jahr | Name                       | Partei | Anteil der Erststimmen |
| ---- | -------------------------- | ------ | ---------------------- |
| 2023 | Frank Balzer               | CDU    | 45,7 %                 |
| 2021 | Frank Balzer               | CDU    | 36,6 %                 |
| 2016 | Jürn Jakob Schultze-Berndt | CDU    | 39,7 %                 |
| 2011 | Jürn Jakob Schultze-Berndt | CDU    | 49,0 %                 |
| 2006 | Frank Steffel              | CDU    | 42,3 %                 |
| 2001 | Frank Steffel              | CDU    | 40,8 %                 |
| 1999 | Frank Steffel              | CDU    | 62,3 %                 |